# 7528 Huskvarna
7528 Huskvarna è un asteroide della fascia principale. Scoperto nel 1993, presenta un'orbita caratterizzata da un semiasse maggiore pari a 2,9314753 UA e da un'eccentricità di 0,1141805, inclinata di 1,85654° rispetto all'eclittica.